# Open Comunidad de Madrid
L'Open Comunidad de Madrid è un torneo professionistico di tennis facente parte dell'ATP Challenger Tour, che si gioca dal 2022 su campi in terra rossa del Club de Campo Villa de Madrid di Madrid in Spagna.

## Albo d'oro

### Singolare
| Anno | Campione           | Finalista         | Punteggio        |
| ---- | ------------------ | ----------------- | ---------------- |
| 2025 | Kamil Majchrzak    | Marin Čilić       | 6–3, 4–6, 6–4    |
| 2024 | Stefano Napolitano | Leandro Riedi     | 6–3, 6–3         |
| 2023 | Aleksandr Ševčenko | Pedro Cachín      | 6–4, 6–3         |
| 2022 | Pedro Cachín       | Marco Trungelliti | 6–3, 6(3)–7, 6–3 |

### Doppio
| Anno | Campioni                           | Finalisti                                 | Punteggio        |
| ---- | ---------------------------------- | ----------------------------------------- | ---------------- |
| 2025 | Francisco Cabral Lucas Miedler     | Jakub Paul David Pel                      | 7–6(2), 6–4      |
| 2024 | Harri Heliövaara Henry Patten      | Guido Andreozzi Miguel Ángel Reyes Varela | 7–5, 7–6(1)      |
| 2023 | Ivan Liutarevich Vladyslav Manafov | Patrik Niklas-Salminen Bart Stevens       | 6–4, 6–4         |
| 2022 | Adam Pavlásek Igor Zelenay         | Rafael Matos David Vega Hernández         | 6−3, 3−6, [10−6] |